# Francesco Traini

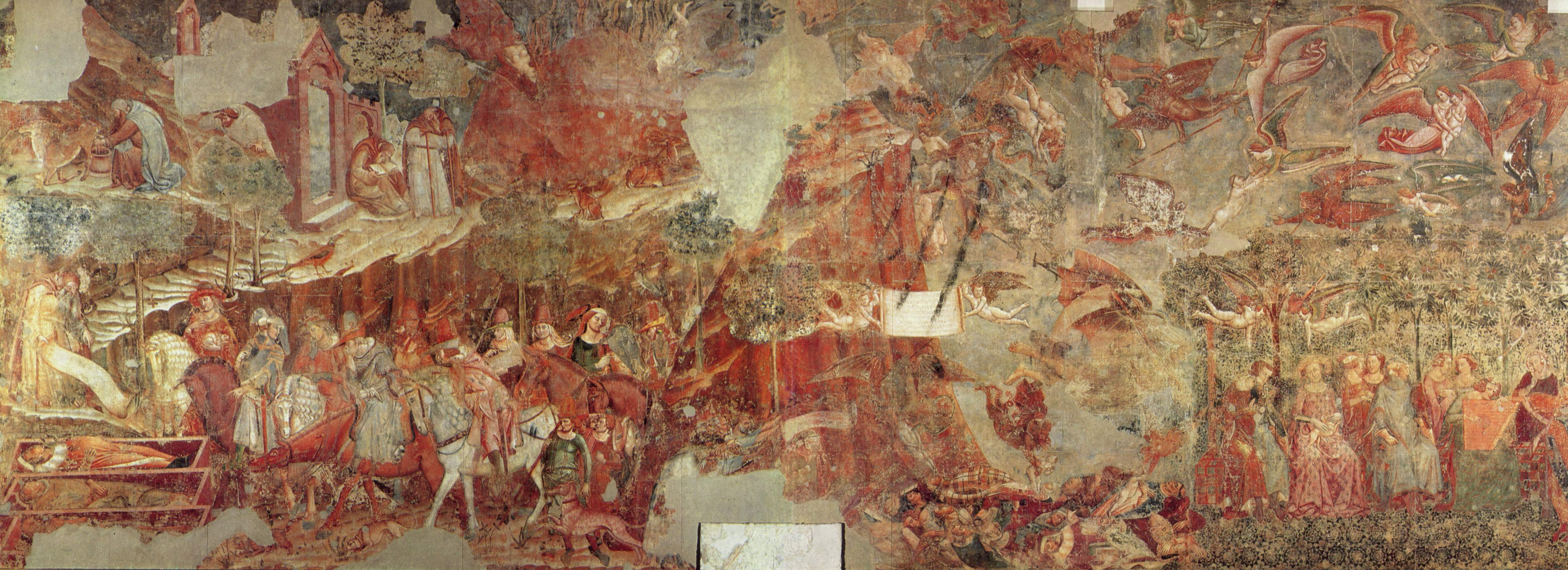
Francesco Traini „Triumph des Todes“ (um 1350) Camposanto, Pisa

Francesco Traini (dokumentiert; * 1321; † 1365 in Pisa) war ein italienischer Maler des Trecento in Pisa und wahrscheinlich in Bologna.

## Leben und Werk
Traini gilt als das Haupt der Malerschule von Pisa im 14. Jahrhundert, der sich an der sienesischen Malerei der Brüder Pietro und Ambrogio Lorenzetti orientierte. Entscheidend für die Entwicklung seines künstlerischen Stils dürften aber auch die von Giovanni Pisano kurz nach 1300 geschaffenen naturalistischen Reliefs an der  Domkanzel von Pisa gewesen sein.
1321 wird Traini erstmals urkundlich erwähnt und im Jahr 1337 verpflichtete er sich zur Ausbildung eines Lehrlings. 1340 malte er ein (nicht erhaltenes) Prozessionsbanner über dessen Bezahlung es 1341 zum Prozess kam. Als frühestes seiner Werke hat sich ein Triptychon mit der Legende des Dominikus aus dem Jahr 1345 erhalten (nun im Museo Nazionale, Pisa).
1363 verpflichtete sich ein „Francischo pittore“ für die Santa Caterina in Pisa ein großes Altarbild zu malen, wobei es sich aber auch um einen „Maestro Franciescho“ aus der Werkstatt der Orcagna in Florenz handeln kann.
Zugeschrieben werden ihm auch die Tafelbilder „Anna Selbdritt“ im Princeton Museum, ein „Paulus mit Erzengel Michael“ im Museo nazionale di Villa Guinigi in Lucca sowie eine „Madonna mit Kind“ im Museo del Prado von Madrid.
Die meisten Forscher sind sich darüber einig, dass das berühmte Fresko „Triumph des Todes“ an der Südwand des Camposanto in Pisa  von Traini stammt.
Der „Triumph des Todes“  wurde von ihm zusammen mit weiteren Fresken („Passionsszenen“, „Das Jüngste Gericht“, „Inferno“ und „Das Leben der Anachoreten“) um 1350 geschaffen und ist eines der Schlüsselwerke der italienischen Trecentomalerei. Der drastische Realismus, wie die dargestellten Reaktionen auf den Verwesungsgeruch und die hohe Dynamik seiner Protagonisten zitieren glaubhaft die Auswirkungen der großen Pestepidemie in der Toskana von 1348, wie sie im „Dekameron“ von Giovanni Boccaccio (1313–1375) beschrieben wurde.
Es gibt eine Gruppe von Forschern, die den „Triumph des Todes“ Buonamico Buffalmacco (tätig. 1315–1336)  zuschreiben. Ein endgültiges Ergebnis in dieser Frage steht noch aus.
Ein Großteil der Fresken im Camposanto wurde am 27. Juli 1944 während des Zweiten Weltkriegs durch Artilleriebeschuss schwer beschädigt oder vernichtet. Die erhaltenen Reste wurden von den Wänden abgenommen, auf neue Bildträger übertragen und an alter Stelle wieder angebracht.